# Blackduck
Blackduck ist eine Kleinstadt (mit dem Status „City“) im Beltrami County im Norden des US-amerikanischen Bundesstaates Minnesota. Das U.S. Census Bureau hat bei der Volkszählung 2020 eine Einwohnerzahl von 845 ermittelt.

## Geografie
Blackduck liegt östlich des Blackduck Lake auf 47°43′59″ nördlicher Breite und 94°32′55″ westlicher Länge. Der Ort erstreckt sich über 4,43 km².
Benachbarte Orte von Blackduck sind Funkley (10,8 km nordöstlich) und Hines (8,9 km südwestlich).
Die nächstgelegenen größeren Städte sind Fargo in North Dakota (251 km südwestlich), Duluth am Oberen See (239 km südöstlich) und Minneapolis (390 km südsüdöstlich).
Die Grenze zu Kanada befindet sich 120 km nördlich.

## Verkehr
In Nordost-Südwest-Richtung führt der U.S. Highway 71 als Hauptstraße durch Blackduck. Im Stadtzentrum mündet an deren südlichen Eindpunkt die Minnesota State Route 72 ein. Alle weiteren Straßen sind untergeordnete und teils unbefestigte Fahrwege sowie innerörtliche Verbindungsstraßen.
Mit dem Bemidji Regional Airport befindet sich 42,2 km südwestlich ein Regionalflugplatz. Die nächsten Großflughäfen sind der 394 km nordwestlich gelegene Winnipeg James Armstrong Richardson International Airport in Kanada und der 414 km südsüdöstlich gelegene Minneapolis-Saint Paul International Airport.

## Demografische Daten
Nach der Volkszählung im Jahr 2010 lebten in Blackduck 785 Menschen in 338 Haushalten. Die Bevölkerungsdichte betrug 177,2 Einwohner pro Quadratkilometer. In den 338 Haushalten lebten statistisch je 2,22 Personen.
Ethnisch betrachtet setzte sich die Bevölkerung zusammen aus 89,4 Prozent Weißen, 0,4 Prozent Afroamerikanern, 4,6 Prozent amerikanischen Ureinwohnern, 0,5 Prozent Asiaten, 0,1 Prozent (eine Person) Polynesiern sowie 0,8 Prozent aus anderen ethnischen Gruppen; 4,2 Prozent stammten von zwei oder mehr Ethnien ab. Unabhängig von der ethnischen Zugehörigkeit waren 2,0 Prozent der Bevölkerung spanischer oder lateinamerikanischer Abstammung.
27,1 Prozent der Bevölkerung waren unter 18 Jahre alt, 52,0 Prozent waren zwischen 18 und 64 und 20,9 Prozent waren 65 Jahre oder älter. 54,1 Prozent der Bevölkerung war weiblich.

Das mittlere jährliche Einkommen eines Haushalts lag bei 24.934 USD. Das Pro-Kopf-Einkommen betrug 15.246 USD. 16,2 Prozent der Einwohner lebten unterhalb der Armutsgrenze.